# Hilmir Snær Guðnason
Hilmir Snær Guðnason, född 24 januari 1969 i Reykjavik, är en isländsk skådespelare.

## Filmografi (urval)
- 1995 - Agnes
- 2000 - Mörkrets furste
- 2000 - 101 Reykjavík
- 2007 - Veðramót